# Oscar Piastri
Oscar Jack Piastri (Melbourne, 2001. április 6. –) ausztrál autóversenyző, a 2019-es Formula Renault Európa-kupa, a 2020-as FIA Formula–3 bajnokság és a 2021-es FIA Formula–2 szezon győztese, az Alpine tartalékversenyzője a 2022-es szezonban. 2023-tól a McLaren pilótája. Az első 21. században született versenyző, aki nagydíjat nyert a Formula–1-ben.

## Korai pályafutása

### A kezdetek
Pályafutását 2011-ben gokartozással kezdte. 2014-ben bajnoki címet szerzett hazájában, 2015-től pedig európai versenyeken is indult a Ricky Flynn Motorsport színeiben. A Nemzetközi Gokart Szövetség és a Nemzetközi Automobil Szövetség által szervezett 2016-os világbajnokságon is részt vett, legjobb eredménye egy bahreini 6. hely volt. Ugyanebben az évben a Dragon F4 versenyautóját vezetve indult a Egyesült Arab Emírségekbeli Formula–4-es bajnokságban, ahol kétszer állhatott dobogóra, összetettben pedig a 6. helyen végzett.

### Formulaautózás

#### Formula–4
2017-ben az Arden junior csapatának színeiben a brit Formula–4-bajnokságban versenyzett. Hat alkalommal indulhatott az első rajtkockából és ugyanennyi futamot nyert meg, a pontversenyben pedig második lett Jamie Caroline mögött.

#### Formula Renault
2018-ban az Arden színeiben indult a Formula Renault Európa-kupa-sorozatban, ahol első idényében háromszor állhatott dobogóra, összetettben pedig a 8. helyen végzett. Legjobb eredményét a Hockenheimringen rendezett versenyhétvégén érte el, ahol mindkét futamot dobogós helyen zárta. Decemberben a Trident meghívására részt vett a Yas Marina Circuiton tartott év GP3-as év végi teszten.
2019-ben szintén a Formula Renault Európa-kupában indult, ezúttal már a francia R-ace GP versenyzőjeként. A szezon során ötször indulhatott az első rajtkockából és hét győzelmet szerzett, és összességében 320 pontot gyűjtve megnyerte a bajnokságot.

#### Formula–3
2020 januárjában hivatalossá vált, hogy 2020-ban Prema Racing színeiben a FIA Formula–3 bajnokság futamain fog részt venni. Július 4-én a szezonnyitó osztrák forduló főfutamán rögtön megnyerte élete legelső versenyét a sorozatban. Spanyolországban a sprintfutamon az ötödik helyről jól rajtolt, majd több előzést is bemutatva állt az élre, amely pozíciót a kockás zászlóig tartotta és ezzel megszerezte a a második futamgyőzelmét. Monzában, Olaszországban a főversenyen a harmadik lett, a kaotikus sprintfutamon pedig Clément Novalak kiütötte és feladni kényszerült a küzdelmet. A szezonzáró toszkán nagydíjon megszerezte a sorozat bajnoki címét.

#### Formula–2
2020. december 1-jén a Prema Racing bejelentette, hogy az FIA Formula–2 bajnokságban folytatja pályafutását 2021-től a csapat színeiben. A bahreini nyitóhétvége második sprintfutamán megszerezte első győzelmét a sorozatban úgy, hogy az utolsó körben előzte meg a kínai Csou Kuan-jüt. A főversenyen két körrel a vége előtt a 3. helyen haladva összeért Dan Ticktummal és autója lefulladása után nem tudta folytatni a küzdelmet. Május 22-én a monacói második versenyen az első sorból startolva öt kör erejéig vezette a mezőnyt, azonban előbb Liam Lawson, majd Dan Ticktum is megelőzte, így ért célba harmadikként, de később az új-zélandi kizárása után végeredményben fellépett a 2. pozícióba. Bakuban az első sprintversenyen Felipe Drugovich meglökte, ő meg Jüri Vipset, ennek következtében autója megsérült. Silverstone-ban megszerezte a főversenyre az első-rajtkockát, ahol a dobogós 3. lett. Szeptember 12-én Monzában ismét pole-t érő kört autózott a főfutamra. Ott Csou-val küzdött sokáig és végül elsőnek haladt át a kockás zászló alatt. Szocsiban a fordulózárón rajt-cél győzelmet szerzett.
A szezon során összesen hatszor nyert versenyt és öt alkalommal indulhatott az első rajtkockából. Magabiztos teljesítményének köszönhetően első évében bajnoki címet szerzett a sorozatban.

## Formula–1

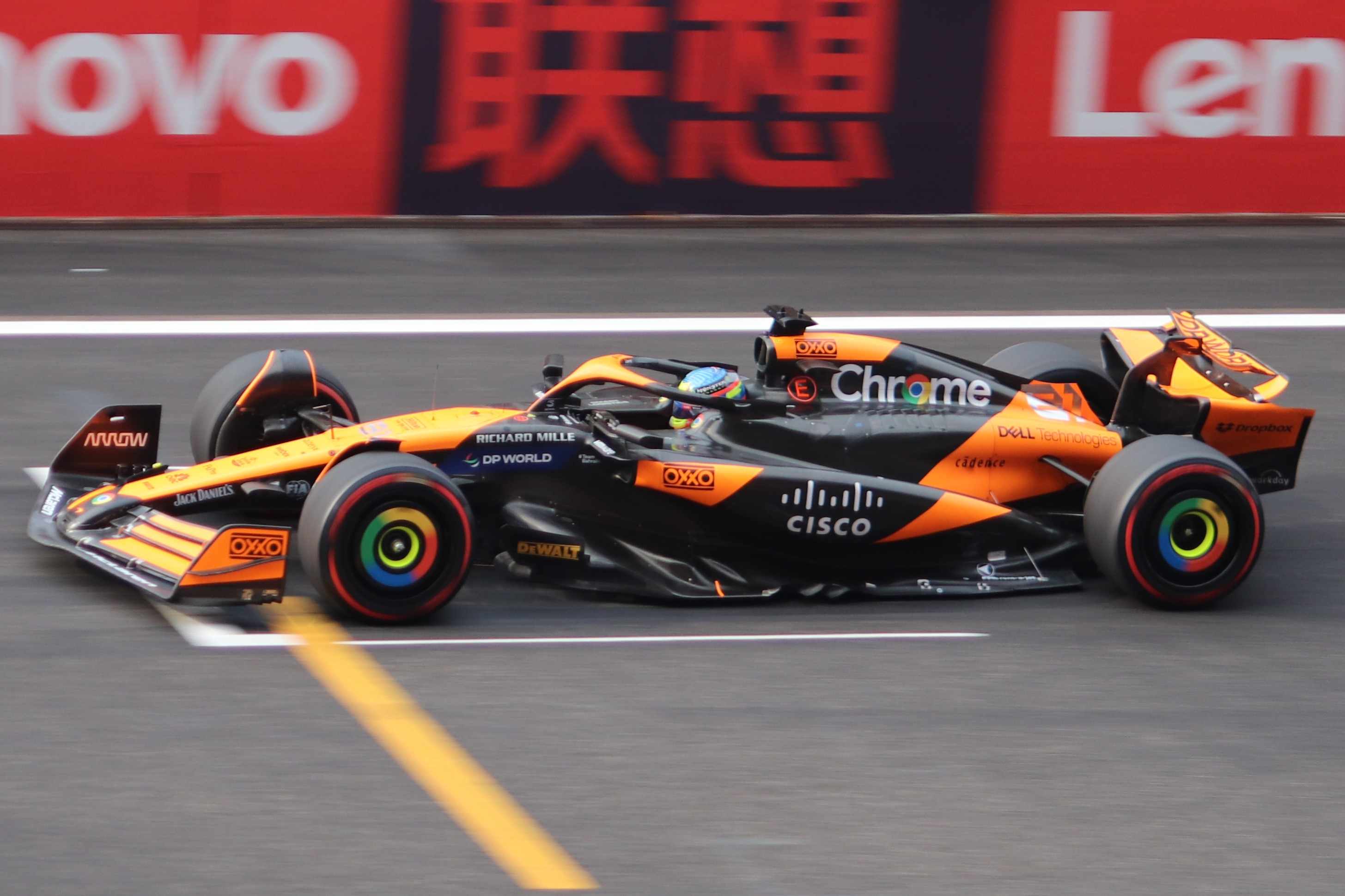
A 2024-es kínai nagydíjon

2020 januárjában csatlakozott a a Renault versenyzői akadémiájához. Első tesztjét a csapattal még abban az évben megejthette, Bahreinben vezethetett közel 500 kilométert egy Renault RS18-assal. 2021-ben is vezethette azt egy privát teszt erejéig Silverstone-ban és Monzában, de az immár Alpine Akadémia névre átkeresztelt versenyzői akadémia lehetőséget biztosított neki, hogy az idény végén a fiatal versenyzők tesztjén is ott lehessen, és egy Alpine A521-est vezethessen. 2021. november 16-án az immár Alpine néven szereplő gárda bejelentette Piastri előléptetését hivatalos tartalékpilótává a 2022-es Formula–1 világbajnokságra. Hírbe hozták őt ekkor az Alfa Romeóval is, illetve a McLarennel is - utóbbiakkal egy kétnapos privát teszten is részt vett egy McLaren MCL35M-mel, majd később az új autóval.
2022 júniusában ülést kínált neki a Williams, az Alpine két évre adta volna őt kölcsön, mert továbbra is számoltak az Esteban Ocon - Fernando Alonso párossal. Alonso azonban augusztusban bejelentette, hogy átigazol az Aston Martin csapatához, az Alpine pedig nem sokkal erre azt, hogy 2023-tól Piastri ül majd a helyére. Alig két órával később a Twitteren adott ki egy közleményt, hogy neki nincs ilyen megállapodása a csapattal, és hogy 2023-ban nem fog náluk versenyezni. Az Alpine csapatfőnöke, Otmar Szafnauer tiszteletlennek nevezte Piastrit és jogi lépéseket helyezett kilátásba. Ekkor derült ki, hogy már egy ideje tárgyalásban volt a McLarennel. Az ügy a Nemzetközi Automobil Szövetség elé került, amelynek azt kellett eldöntenie, hogy valóban volt-e szerződése Piastrinak az Alpine-nal, vagy szabadon igazolható volt. Az Alpine az előbbivel járt volna jól, hiszen így vagy kötelezhették volna arra, hogy legyen a versenyzőjük, vagy a potenciális jelentkezőnek ki kellett volna őt vásárolni a szerződéséből. Végül Piastri javára döntöttek, megállapításra került ugyanis, hogy már bő egy hónappal a bejelentés előtt, a brit nagydíj hétvégéjén aláírt a McLarenhez. Kezdetben csak tesztpilótai állást ajánlottak neki, ám Daniel Ricciardo távozásával ez megváltozott. Piastri a távozását az Alpine-tól a bizalomvesztéssel indokolta.Rajtszámnak a 81-es választotta, amelyet a gokartos időkben használt.

### A McLarennél (2023–)
Piastri rögtön a mélyvízbe került, ugyanis a csapat új autója, a McLaren MCL60 botrányosan rossz volt. Élete első versenyén a tizennyolcadik helyre tudott csak kvalifikálni, majd elektronikai probléma miatt kiesett. Első pontjait éppen Ausztráliában szerezte, egy nyolcadik hellyel. Az idény felének gyengécske eredményei után a McLaren egy hatalmas javulást hozó fejlesztési csomaggal rukkolt elő, melyet Piastri is megkapott a brit nagydíjon, és ennek köszönhetően a harmadik helyre kvalifikált, a versenyt pedig negyedikként zárta. A belga nagydíj sprintidőmérőjén második lett, és ezt a helyet meg is tartotta a futam végéig. Olaszországban megfutotta élete első leggyorsabb körét, a japán nagydíjon pedig egy harmadik hellyel dobogóra állhatott - 2017 óta nem fordult elő, hogy egy újonc ilyesmire legyen képes. Katarban aztán egy győzelmet is elkönyvelhetett, igaz, csak a sprintfutamon - a nagydíjon második lett. A bajnokságot a kilencedik helyen zárta két dobogóval és 97 ponttal. A jó eredményeinek köszönhetően a McLaren gyorsan hosszabbított is vele 2026-ig.

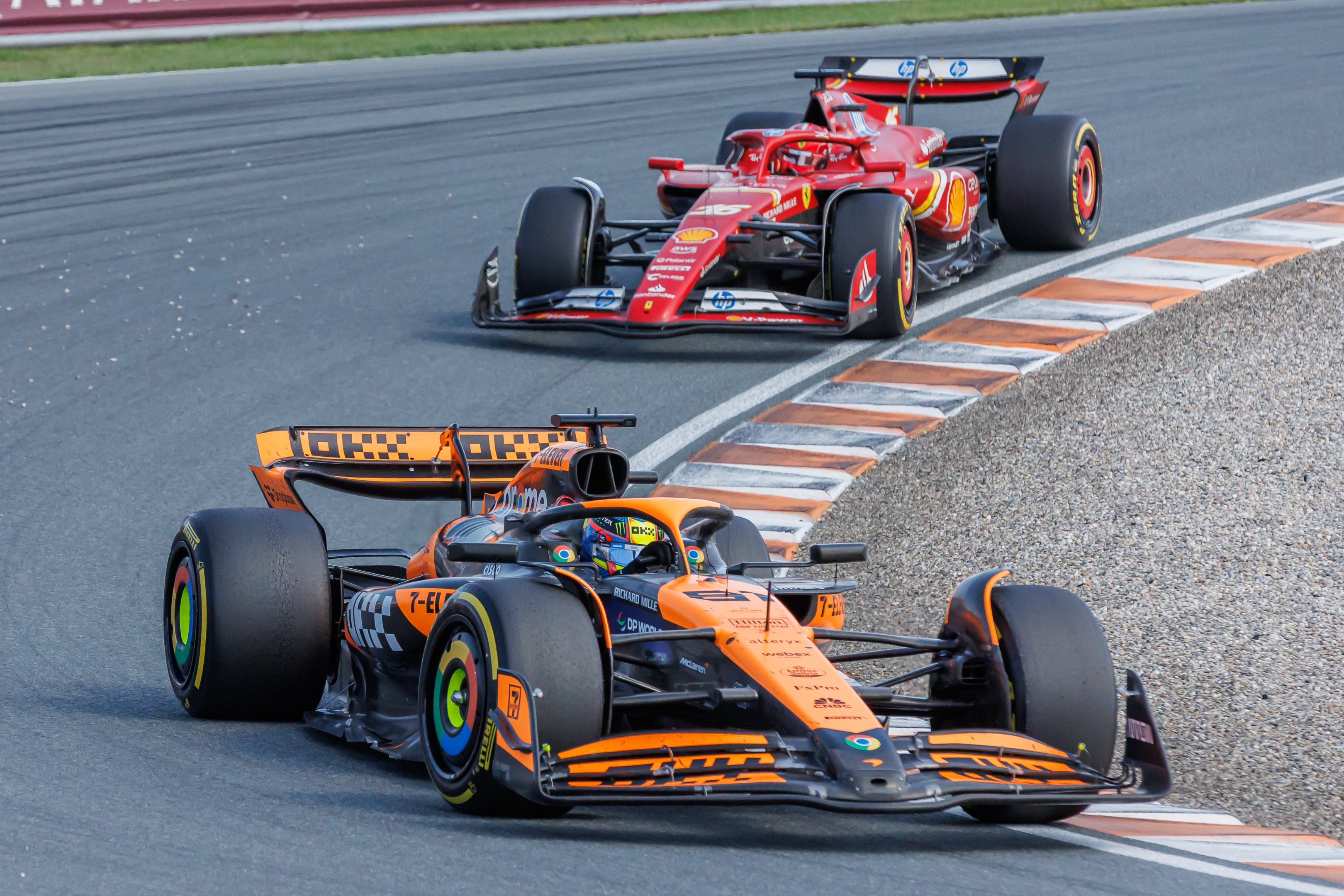
Első győzelmeit 2024-ben aratta

2024-et meglehetősen jól kezdte a csapat, folyamatosak voltak a pontszerzések, Kínában egy második helyet is szerzett a sprintfutamon. Miamitól kezdve a McLaren vált a Red Bull első számú kihívójává, és ennek Piastri is részese volt. Monacóban és az osztrák nagydíjon szerzett egy-egy második helyet. Aztán jött a magyar nagydíj, ahol a második helyről lerajtolta csapattársát, Lando Norrist. Ő azonban egy boxutcai kiállással elévágott, annak ellenére, hogy végig Piastri vezetett jobban. A McLaren hosszas rádiózást követően végül rábírta Norrist, két körrel a vége előtt, hogy engedje vissza az élre csapattársát, aki így megszerezte élete első futamgyőzelmét. Ezután is jó versenyek következtek: egy második hely Belgiumban és egy Olaszországban, mely akár győzelem is lehetett volna, ha a csapat nem vétett volna stratégiai hibát. Azerbajdzsánban aztán egész futamon a győzelemért csatázott Charles Leclerc-lel, amit végül meg is szerzett. Brazíliában engedte a sprintfutam végén Norrist nyerni, aki Katarban viszonozta a szívességet, így egy sprintgyőzelmet is szerzett. Az idényt bajnoki negyedikként zárta 292 ponttal, két győzelemmel és nyolc dobogóval, mindezzel pedig hozzásegítette a McLarent a konstruktőri bajnoki címhez.
2025 elején egyértelmű volt, hogy a McLaren két pilótája fog csatázni a bajnoki címért, Piastrival pedig immár 2028-ig hosszabbított a csapat. Nem kezdte jól az évet: a szezonnyitó ausztrál nagydíjon bár az első sorból rajtolt és ott is volt a futam jelentős részében, a nedves aszfalton megpördült és végül csak kilencedik lett. Ezt követően aztán megszerezte élete első pole pozícióját Kínában, majd meg is nyerte a futamot. Ezt még további győzelmek követték, a szezon első negyedében a hat futamból négyet megnyert, és nemcsak hogy ledolgozta a kezdeti hátrányát, de tisztes előnyt épített ki magának a bajnokságban.

## Eredményei

### Karrier összefoglaló
| Szezon  | Bajnokság                   | Csapat            | Verseny        | Győzelem       | Pole           | Leggyorsabb kör | Dobogós helyezés | Pont           | Helyezés       |
| ------- | --------------------------- | ----------------- | -------------- | -------------- | -------------- | --------------- | ---------------- | -------------- | -------------- |
| 2016–17 | Arab Formula–4-es bajnokság | Dragon F4         | 11             | 0              | 0              | 0               | 2                | 94             | 6.             |
| 2017    | Brit Formula–4-es bajnokság | Arden Junior Team | 30             | 6              | 6              | 5               | 13               | 376,5          | 2.             |
| 2018    | Formula Renault Európa-kupa | Arden Motorsport  | 20             | 0              | 0              | 0               | 3                | 110            | 8.             |
| 2018    | Formula Renault NEC         | Arden Motorsport  | 8              | 0              | 0              | 0               | 0                | 0              | HN‡            |
| 2019    | Formula Renault Európa-kupa | R-ace GP          | 19             | 7              | 5              | 6               | 11               | 320            | 1.             |
| 2020    | Formula–3                   | Prema Racing      | 18             | 2              | 0              | 4               | 6                | 162            | 1.             |
| 2020    | Formula–1                   | Renault           | Tesztpilota    | Tesztpilota    | Tesztpilota    | Tesztpilota     | Tesztpilota      | Tesztpilota    | Tesztpilota    |
| 2021    | Formula–2                   | Prema Racing      | 20             | 6              | 5              | 6               | 11               | 252,5          | 1.             |
| 2021    | Formula-1                   | Alpine            | Tesztpilóta    | Tesztpilóta    | Tesztpilóta    | Tesztpilóta     | Tesztpilóta      | Tesztpilóta    | Tesztpilóta    |
| 2022    | Formula–1                   | Alpine            | Tartalékpilóta | Tartalékpilóta | Tartalékpilóta | Tartalékpilóta  | Tartalékpilóta   | Tartalékpilóta | Tartalékpilóta |
| 2022    | Formula–1                   | McLaren           | Tartalékpilóta | Tartalékpilóta | Tartalékpilóta | Tartalékpilóta  | Tartalékpilóta   | Tartalékpilóta | Tartalékpilóta |
| 2023    | Formula–1                   | McLaren           | 22             | 0              | 0              | 2               | 2                | 97             | 9.             |
| 2024    | Formula–1                   | McLaren           | 24             | 2              | 0              | 1               | 8                | 292            | 4.             |
| 2025    | Formula–1                   | McLaren           | 10             | 5              | 4              | 2               | 8                | 198*           | 1.*            |

* A szezon jelenleg is zajlik.
‡ Piastri vendégversenyzőként nem volt jogosult bajnoki pontokra.

### Teljes FIA Formula–3-as eredménysorozata
(Táblázat értelmezése)

(Félkövér: pole-pozícióból indult; dőlt: leggyorsabb kört futott) 

| Év   | Csapat       | 1          | 2          | 3           | 4          | 5         | 6         | 7          | 8           | 9          | 10         | 11        | 12        | 13        | 14        | 15        | 16         | 17         | 18        | Helyezés | pont |
| ---- | ------------ | ---------- | ---------- | ----------- | ---------- | --------- | --------- | ---------- | ----------- | ---------- | ---------- | --------- | --------- | --------- | --------- | --------- | ---------- | ---------- | --------- | -------- | ---- |
| 2020 | Prema Racing | AUT1 FEA 1 | AUT1 SPR 8 | AUT2 FEA 4‡ | AUT2 SPR 5 | HUN FEA 2 | HUN SPR 2 | GBR1 FEA 2 | GBR1 SPR Ki | GBR2 FEA 7 | GBR2 SPR 6 | ESP FEA 6 | ESP SPR 1 | BEL FEA 5 | BEL SPR 6 | ITA FEA 3 | ITA SPR Ki | MUG FEA 11 | MUG SPR 7 | 1.       | 164  |

‡ A versenyt félbeszakították, és mivel nem teljesítették a táv 75%-át, így csak a pontok felét kapta meg.

### Teljes FIA Formula–2-es eredménysorozata
(Táblázat értelmezése)

(Félkövér: pole-pozícióból indult; dőlt: leggyorsabb kört futott) 

| Év   | Csapat       | 1         | 2         | 3           | 4         | 5         | 6         | 7          | 8         | 9         | 10        | 11        | 12        | 13        | 14        | 15        | 16        | 17        | 18        | 19        | 20        | 21         | 22        | 23         | 24        | Helyezés | Pont  |
| ---- | ------------ | --------- | --------- | ----------- | --------- | --------- | --------- | ---------- | --------- | --------- | --------- | --------- | --------- | --------- | --------- | --------- | --------- | --------- | --------- | --------- | --------- | ---------- | --------- | ---------- | --------- | -------- | ----- |
| 2021 | Prema Racing | BHR SP1 5 | BHR SP2 1 | BHR FEA 19† | MON SP1 8 | MON SP2 2 | MON FEA 2 | AZE SP1 Ki | AZE SP2 8 | AZE FEA 2 | GBR SP1 6 | GBR SP2 4 | GBR FEA 3 | ITA SP1 4 | ITA SP2 7 | ITA FEA 1 | RUS SP1 9 | RUS SP2 T | RUS FEA 1 | KSA SP1 8 | KSA SP2 1 | KSA FEA 1‡ | UAE SP1 3 | UAE SP2 Ki | UAE FEA 1 | 1.       | 252,5 |

† A versenyt nem fejezte be, de helyezését értékelték, mert a versenytáv több, mint 90%-át teljesítette.
‡ A versenyt félbeszakították, és mivel nem teljesítették a táv 75%-át, így csak a pontok felét kapta meg.

### Teljes Formula–1-es eredménysorozata
(Táblázat értelmezése)

(Félkövér: pole-pozícióból indult; dőlt: leggyorsabb kört futott) 

| Év   | Csapat  | 1      | 2      | 3     | 4      | 5      | 6      | 7      | 8      | 9      | 10    | 11    | 12     | 13    | 14     | 15    | 16    | 17    | 18     | 19    | 20     | 21     | 22    | 23    | 24     | Helyezés | Pont |
| ---- | ------- | ------ | ------ | ----- | ------ | ------ | ------ | ------ | ------ | ------ | ----- | ----- | ------ | ----- | ------ | ----- | ----- | ----- | ------ | ----- | ------ | ------ | ----- | ----- | ------ | -------- | ---- |
| 2023 | McLaren | BHR Ki | SAU 15 | AUS 8 | AZE 11 | MIA 19 | MON 10 | ESP 13 | CAN 11 | AUT 16 | GBR 4 | HUN 5 | BEL Ki | NED 9 | ITA 12 | SIN 7 | JPN 3 | QAT 2 | USA Ki | MEX 8 | BRA 14 | LVS 10 | UAE 6 |       |        | 9.       | 97   |
| 2024 | McLaren | BHR 8  | SAU 4  | AUS 4 | JPN 8  | CHN 8  | MIA 13 | EMI 4  | MON 2  | CAN 5  | ESP 7 | AUT 2 | GBR 4  | HUN 1 | BEL 2  | NED 4 | ITA 2 | AZE 1 | SIN 3  | USA 5 | MEX 8  | BRA 8  | LVS 7 | QAT 3 | UAE 10 | 4.       | 292  |
| 2025 | McLaren | AUS 9  | CHN 1  | JPN 3 | BHR 1  | SAU 1  | MIA 1  | EMI 3  | MON 3  | ESP 1  | CAN 4 | AUT 2 | GBR 2  | BEL 1 | HUN 2  | NED   | ITA   | AZE   | SIN    | USA   | MEX    | BRA    | LVS   | QAT   | UAE    | 1.*      | 284* |

* A szezon jelenleg is zajlik.
† A versenyt nem fejezte be, de helyezését értékelték, mert a versenytáv több, mint 90%-át teljesítette.

## Sikerei, díjai

### Egyéni
- Sir Jack Brabham-díj: 2020, 2021[51]
- Autosport-díj – Az év újonca: 2020,[52] 2021[53]
- Anthoine Hubert-díj: 2021